# The Satyr's Play - Cerberus
The Satyr's Play - Cerberus est un album de John Zorn paru chez Tzadik en 2011. Il comprend deux pièces jouées par deux ensembles différents : The Satyr's Play, sous-titré Visions of Dionysus, est un duo de percussions joué par Cyro Baptista et Kenny Wollesen (avec des effets sonores de David Slusser); Cerberus est un trio de cuivres interprété par Peter Evans, David Taylor et Marcus Rojas. Le CD contient un livret illustré de dessins de Austin Osman Spare. Il existe une version en édition limitée de 666 copies signées et numérotées par John Zorn. Satyr's Play a également été publié à 66 exemplaires sous forme de livre en édition de luxe. 

## Titres
| 1.    | The Satyr's Play | 26:33 |
|       | I                | 3:48  |
|       | II               | 3:39  |
|       | III              | 2:54  |
|       | IV               | 3:50  |
|       | V                | 2:35  |
|       | VI               | 4:33  |
|       | VII              | 3:36  |
|       | VIII             | 1:39  |
| 2.    | Cerberus         | 10:34 |
| 37:07 |                  |       |

## Personnel
- Cyro Baptista - percussions
- Kenny Wollesen - percussions
- Peter Evans - trompette
- David Taylor - trombone basse
- Marcus Rojas - tuba